# Starship Troopers 2: Hero of the Federation
Starship Troopers 2: El héroe de la federación (título original: Starship Troopers 2: Hero of the Federation) fue dirigida por el responsable de los efectos especiales de la primera parte, Phil Tippett y su protagonista principal es Richard Burgi.

## Argumento
En esta rápida secuela de acción, la mejor unidad de infantería de le federación enfrenta a una horda de insectos. Atrapados en una estación de un lugar remoto, a años luz de distancia de cualquier unidad de apoyo, un grupo de soldados pelea contra un enemigo más despiadado que ningún otro al que se hayan enfrentado y deberán unir fuerzas con un famoso traidor si quieren tener oportunidad de sobrevivir. Y no solo están en juego sus vidas, sino la de toda la humanidad, por lo que deberán usar la cabeza antes de que los insectos lo hagan.

## Reparto
- Richard Burgi como V.J. Dax
- Colleen Porch como Lei Sahara.
- Lawrence Monoson como Pavlov Dill.
- Brenda Strong como Dede Rake.
- Ed Lauter como Jack Shepherd.
- Sandrine Holt como Jill Sandee.
- Jason-Shane Scott como Duff Horton.
- Brian Tee como Thom Kobe.
- Kelly Carlson como Charlie Soda.
- J.P. Manoux como Ari Peck.
- Ed Quinn como Joe Griff.
- Billy Brown como Ottis Brick.
- Cy Carter como Billie Otter.
- Drew Powell como Kipper Tor.

## Recepción
La película fue duramente criticada tanto por los fanes de la primera parte, como por los fanes del libro en el cual está basada. Entre las quejas más comunes están el bajo costo de producción y la falta de personajes del libro o de la primera parte del film.  Clancy Brown estaba originalmente programado para volver como Zim, su personaje de la primera película, pero el actor no se encontraba disponible debido a que se hallaba ocupado en la grabación de Carnivàle.